# Anja Knippel
Anja Knippel, nemška atletinja, * 19. avgust 1974, Schmalkalden, Vzhodna Nemčija.
Ni nastopila na olimpijskih igrah. Na svetovnih prvenstvih je v štafeti 4×400 m osvojila bronasto medaljo leta 1999, kot tudi na svetovnih dvoranskih prvenstvih leta 1997.